# Nuno Diogo
Nuno Miguel Pereira Diogo est un footballeur portugais né le 13 juin 1981 à Lisbonne. Il évolue au poste de défenseur central.

## Biographie
Nuno Diogo est formé au Sporting Portugal.
Il joue par la suite en faveur du Leça FC, du SC Salgueiros, du FC Penafiel et du Leixões SC.
En 2008, il s'expatrie en Roumanie, et s'engage en faveur du CS Otopeni.
Il joue ensuite au FC Brașov et au CFR Cluj, toujours en Roumanie.

## Carrière
- 1990-2002 :  Sporting Portugal (formation)
- 2002-2003 :  Leça FC
- 2003-2004 :  SC Salgueiros
- 2004-2007 :  FC Penafiel
- 2007-2008 :  Leixões SC
- 2008-2009 :  CS Otopeni
- 2009-2010 :  FC Brașov
- 2010-2011 :  CFR Cluj[1],[2]

## Statistiques
À l'issue de la saison 2010-2011
- 2 matchs en Coupe de l'UEFA
- 43 matchs et 1 but en 1re division portugaise
- 85 matchs et 3 buts en 2e division portugaise
- 63 matchs et 4 buts en 1re division roumaine